# 塞爾柱王朝
塞爾柱王朝（波斯語： آل سلجوق，Al-e Saljuq）是中世纪时期由乌古斯突厥人建立起的遜尼派穆斯林王朝，后期王朝成員逐渐波斯化，为中世紀时期西亚及中亞地區突厥-波斯文化的發展打下了基础。塞爾柱王朝曾建立大塞爾柱帝國以及罗姆蘇丹國，統治區域東起波斯、西達安納托利亞高原，王朝的擴張使安納托利亞、高加索等地突厥化，也间接地引发了第一次十字軍東征。

## 歷史
塞爾柱人源自於突厥烏古斯人分支，他們在9世紀生活於穆斯林世界邊緣，包含中亞的裏海北部和鹹海、哈薩克草原、突厥斯坦阿姆河畔等地。他們騎術精湛，周邊勢力常來此招募傭兵。波斯散文家賈希茲形容他們：
|  | （突厥人）對手工藝或商業、醫學、幾何學、水果種植、建築、開鑿運河或稅務不感興趣，只喜歡劫掠、打獵、騎術、與敵對部族打小仗、掠奪戰利品、入侵其他國家。 |

10世紀中期，由於加兹尼王国僱傭他們擔任河中地區的警備，烏古斯人開始與周邊穆斯林城市密切往來。
10世紀末，塞爾柱人的領袖塞爾柱·貝格與烏古斯人頭目葉護反目後，他率領部族移居於下錫爾河西岸（Jaxartes）。西元985年左右，塞爾柱人皈依了伊斯蘭教。
1025年，图格鲁勒·貝格，恰格勒·貝格兄弟和叔叔穆薩·優素福(Musa Yabghu)等人率領塞爾柱部族南遷進入波斯呼羅珊省，協助喀喇汗國的王族阿里特勤對抗加兹尼王族穆哈馬德的攻擊，1029年，貝格兄弟與阿里特勤發生爭執，同盟關係緊張，不過加兹尼此時也陷入內戰，是故戰端稍歇。
1030年，穆哈馬德的雙胞胎兄長馬蘇德一世結束內戰成為新蘇丹，他繼承了弟弟及父親马哈茂德攻略河中地區的方針向北方施壓。1032年，達布西耶之戰爆發，貝格兄弟再次出兵協助阿里特勤，在喀喇汗軍與加兹尼軍互有損失的狀況下，兩軍協議各自退兵回國。
1035年，沙赫·馬立克在花剌子模擊敗貝格兄弟，南逃的兄弟向舊敵馬蘇德一世求援，馬蘇德一世斷然拒絕並派遣貝脫迪前去消滅對方，結果加兹尼軍大敗指揮官被俘，馬蘇德一世不得不割讓拿沙（Nasa）、法拉瓦（Farava）、大益等地給塞爾柱人。
1037年，图格鲁勒自封為蘇丹，並於隔年攻下加兹尼首都尼沙普爾。
1040年，衝突再次發生，塞爾柱人在丹丹納干戰役重創加兹尼軍隊，稍後，大塞爾柱帝國建立。帝國各地的原住民在接下來的幾十年中受到波斯文化影響，在宗教、語言以及風俗上被強制同化。

## 延伸閱讀
- Dietrich, Richard. . Turkish Historical Review. 2018, 9 (1): 54–70. doi:10.1163/18775462-00901002.
- Grousset, Rene. . New Brunswick: Rutgers University Press. 1988: 147. ISBN 0813506271.
- Peacock, A.C.S., Early Seljuq History: A New Interpretation; New York, NY; Routledge; 2010
- Previté-Orton, C. W. . Cambridge: Cambridge University Press. 1971.